# Pavle Kozjek
Pavle Kozjek (vzdevek Pablo), slovenski alpinist, * 15. januar 1959, Setnica pri Polhovem Gradcu, † 25. avgust 2008, Muztagh Tower, Pakistan.
Pavle Kozjek velja za enega najboljših svetovnih alpinistov, še posebej pa je slovel po vzponih v Andih. Njegova alpinistična kariera je neverjetna, saj je plezal tri desetletja in še vedno presenečal z drznimi vzponi kot je na primer jugozahodna stena Čo Oju 2006 (solo vzpon).
Po vzponih v domačih gorah, Alpah in Dolomitih se je 1983 udeležil prve himalajske odprave, v naslednjih letih pa je plezal v različnih stenah sveta, od kalifornijskega El Capitana in patagonskega Cerro Torreja do Himalaje in Karakoruma. Na sedemnajstih odpravah je splezal na štiri osemtisočake, tri sedemtisočake in vrsto šesttisočakov in opravil okrog 1100 vzponov, od tega mnogo tudi sam.
V zgodovino slovenskega alpinizma se je vpisal leta 1997, ko je kot prvi Slovenec osvojil Mount Everest brez dodatnega kisika. Zaposlen je bil na Statističnem uradu Republike Slovenije.
Kozjek se je smrtno ponesrečil med vzponom plezanjem na gori Muztagh Tower (7273 m). 